# Giorgio Almirante
Giorgio Almirante, född 27 juni 1914 i Salsomaggiore Terme, Italien, död 22 maj 1988 i Rom, Italien, var en italiensk politiker. Han grundade och ledde det postfascistiska partiet Movimento Sociale Italiano i två omgångar fram till sin pensionering 1987.
Liksom flera andra italienska nationalister i sin generation var han influerad av Julius Evola, som han i ett känt citat beskrev som "vår Marcuse - fast bättre".